# Rémy Duhem
Pour les articles homonymes, voir Duhem.
Rémy Duhem, né le 1er octobre 1891 à Douai et mort au combat le 20 juin 1915 à Saint-Remy-la-Calonne, est un peintre et avocat français Mort pour la France. Il est le fils des artistes peintres Henri Duhem et Marie Duhem.

## Biographie
Henri Rémy Émile Duhem, naît le 1er octobre 1891 à Douai dans le département du Nord. Il est le fils des artistes peintres Henri Duhem et Marie Duhem née Sergeant.
En 1912, sur sa fiche militaire, il exerce la profession d'avocat et est domicilié rue Falguière dans le 15e arrondissement de Paris. 
En 1919, le peintre George Desvallières organise une exposition spéciale qui réunit les œuvres des jeunes artistes mobilisés dont plusieurs sont tombés au champ d'honneur, parmi ces artistes figure de Rémy Duhem avec cinq peintures, Portrait de fillette, La vieille Angélique, Mon portrait, Les pêches et Étude.
En 1922, dans l'ouvrage La dernière lettre écrite par des soldats tombés au champ d'honneur 1914-1918, on peut lire la lettre écrite, le 18 juin 1915, deux jours avant sa mort, par Rémy Duhem à ses parents.
Toujours en 1922, Henri Duhem publie un livre La Mort du foyer paru aux Éditions Figuière, où il exprime toute sa douleur d'avoir perdu son fils Rémy, Mort pour la France en 1915, et son épouse, Marie Duhem, en 1918, qui elle, n'aura pas survécu à la douleur de cette perte. 
Le 12 juin 1926, Henri Duhem offre, à l'Académie des beaux-arts, l'ouvrage de Camille Mauclair Marie Duhem, Rémy Duhem (1924), illustré de reproductions d'œuvres des deux artistes.  
Il est mort pour la France le 20 juin 1915, à l'assaut des Éparges, tué à l'ennemi, au Bois-Haut tranchée de Calonne, à Saint-Remy-la-Calonne.

## Œuvres dans les collections publiques
- Douai, Musée de la Chartreuse salle Marie Duhem en 1937, œuvres léguées au musée par Henri Duhem, président de la commission générale du musée
  - Portrait de l'auteur, esquisse
  - La fille au coq
  - Paysage
  - La vieille Angélique
  - Nature morte (pêches)
  - Fleurs dans un cuivre
  - Retour de chasse
  - Nature morte (un poulet)
  - Poissons
  - Portrait de jeune fille (Colette H…)
  - Portrait de jeune garçon (Marc H…)
  - Paysanne (étude)[8].

## Distinction
Rémy Duhem est déclaré mort pour la France. Il est décoré de la croix de guerre 1914-1918 à titre posthume. 